# گرین هورنت (فیلم مجموعه‌ای)
گرین هورنت (انگلیسی: The Green Hornet) فیلمی در ژانر ابرقهرمانی، اکشن، و ماجراجویی به کارگردانی فورد بیب و ری تیلر است که در سال ۱۹۴۰ منتشر شد. از بازیگران آن می‌توان به وید باتلر، کیه لوک، گوردون جونز، و آن وین اشاره کرد.